# Lluís Homar
Lluís Homar i Toboso (né à Barcelone, en Espagne, le 20 avril 1957) est un acteur et metteur en scène espagnol.

## Biographie
Il a étudié à l'université autonome de Barcelone. En 1974, il a participé à la pièce de théâtre Othello ou le Maure de Venise, mise en scène de Ángel Carmona et une année après il est entré dans la troupe du Teatro Escorpio, il a participé aussi à Terra baixa, mise en scène de Josep Montanyès et Quiriquibú, mise en scène de Fabià Puigserver et Guillem-Jordi Graells. En 1976, avec des autres acteurs, il a créé la société coopérative du Théâtre Lliure (es) à Barcelone, où il a travaillé pendant plusieurs années sans interruption, il a fait plus de trente spectacles. Il a été le directeur artistique du Théâtre Lliure (es) de 1992 à 1998. 
Sa popularité a augmenté considérablement grâce à son rôle dans La Mauvaise Éducation, de Pedro Almodóvar. En 2006 il a joué le rôle du pape Alexandre VI dans le film Los Borgia, du réalisateur Antonio Hernández Núñez, et en 2009 il a joué dans le rôle principal avec Penélope Cruz de Étreintes brisées, dirigé par Almodóvar.
En 2013, il intègre la distribution de la série Grand Hôtel. Il interprète le nouveau maître d'hôtel, un homme bon  qui cache un lourd secret.

## Filmographie

### Cinéma
- 1981 : La Place du Diamant, de Francesc Betriu
  - Si te dicen que caí, de Vicente Aranda
  - El niño de la luna, d'Agustí Villaronga
- 1989 :
- 1991 : El hombre de neón, d'Albert Abril
- 1992 : Después del sueño, de Mario Camus
- 1993 : Pájaro de la felicidad, de Pilar Miró
  - El porqué de las cosas, de Ventura Pons
  - Mécaniques célestes, de Fina Torres
- 1995 :
  - Adosados, de Mario Camus
  - La Celestina, de Gerardo Vera
- 1996 :
- 1999 : La Ville des prodiges, de Mario Camus
- 2000 : Morir (o no), de Ventura Pons
  - Nines russes, de Pau Freixas
  - Valentín, de Juan Luis Iborra
- 2003 :
- 2004 : La Mauvaise Éducation, de Pedro Almodóvar
  - Reinas, Manuel Gómez Pereira
  - Morir en San Hilario, Laura Mañà
  - The Backwoods, Koldo Serra
- 2005 :
  - La distancia, d'Iñaki Dorronsoro
  - Los Borgia, d'Antonio Hernández
- 2006 :
  - Lo mejor de mí, de Roser Aguilar
  - La Cellule de Fermat (La habitación de Fermat), de Luis Piedrahita et Rodrigo Sopeña
- 2007 : 
  - Un château en Espagne, d'Isabelle Doval
  - Cobardes, de José Corbacho et Juan Cruz
- 2009 : Étreintes brisées, de Pedro Almodóvar
- 2010 : Pájaros de papel, d'Emilio Aragón
- 2010 : Les Yeux de Julia de Guillem Morales : Isaac
- 2011 : Eva de Kike Maíllo : Max
- 2011 : The Pelayos d'Eduard Cortés : Gonzalo García-Pelayo
- 2011 : N'aie pas peur (No tengas miedo) de Montxo Armendáriz
- 2014 : 
  - Anomalous de Hugo Stuven : Le Dr. Friedhoff - le psychiatre
  - Flow de David Martínez Álvarez - Maestro de Walter

### Télévision
- 1978 : Llibre dels fets del bon rei en Jaume (1 épisode)
  - Lletres catalanes (2 épisode)
  - Novel-la (1 épisode)
- 1979 :
- 1991 : Locos por la tele (25 épisodes)
- 2002 : La entrevista imposible (1 épisode) (invité spécial)
  - Pepe Carvalho (1 épisode)
  - Motivos personales (3 épisodes)
- 2004 : 
  - Àngels i Sants (7 épisodes)
  - Motivos personales (3 épisodes)
- 2005 :
- 2007 : Gominolas (série de TV - 7 épisodes)
  - Herederos (8 épisodes)
  - 23-F: el día más difícil del Rey (2 épisodes) (Téléfilm sur le 23-F)
- 2009 :
- 2013 : Grand Hôtel (troisième saison): Samuel Arriaga[2]

## Théâtre
Il a fait plusieurs pièces de théâtre, spécialement au Théâtre Lliure (es) à Barcelone, dont il a été cofondateur en 1976, et directeur artistique pendant 1992 et 1998. 
À remarquer ses interprétations en Hamlet, où il était acteur, directeur et coproducteur, Les Trois Sœurs d'Anton Tchekhov, George Dandin ou le Mari confondu, Dom Juan ou le Festin de pierre, et Le Misanthrope de Molière, El Héroe de Santiago Rusiñol, Maître Puntila et son valet Matti de Bertolt Brecht, Taurons de David Mamet et Les Géants de la montagne de Luigi Pirandello.

## Distinctions
- Fotogramas de Plata

| Année | Catégorie                  | Travail                                | Résultat |
| ----- | -------------------------- | -------------------------------------- | -------- |
| 2009  | Meilleur acteur            | Étreintes brisées                      | Proposé  |
| 2000  | Meilleur acteur de théâtre | Hamlet Solness, el constructor Taurons | Gagnant  |

- Prix de l'Unión de Actores

| Année | Catégorie                              | Travail           | Résultat |
| ----- | -------------------------------------- | ----------------- | -------- |
| 2009  | Meilleur acteur dans un rôle principal | Étreintes brisées | Proposé  |

- Prix Butaca

| Année | Catégorie                                                            | Travail                               | Résultat        |
| ----- | -------------------------------------------------------------------- | ------------------------------------- | --------------- |
| 2009  | Meilleur acteur catalan de cinéma                                    | Étreintes brisées                     | Proposé         |
| 2007  | Meilleur acteur catalan de cinéma                                    | Los Borgia                            | Proposé         |
| 2005  | Meilleur acteur catalan de théâtre Meilleur acteur catalan de cinéma | L´Home de Teatre Morir en San Hilario | Gagneur Proposé |
| 2004  | Meilleur acteur catalan de cinéma                                    | La Mauvaise Éducation                 | Proposé         |
| 2003  | Meilleur acteur catalan de cinéma                                    | Valentín                              | Gagnant         |

- Prix Max de las Artes Escénicas

| Année | Catégorie                              | Travail          | Résultat |
| ----- | -------------------------------------- | ---------------- | -------- |
| 2005  | Meilleur acteur dans un rôle principal | L´Home de Teatre | Proposé  |

- Prix de théâtre ville Palencia

| Année | Catégorie       | Travail                           | Résultat |
| ----- | --------------- | --------------------------------- | -------- |
| 1998  | Meilleur acteur | Maître Puntila et son valet Matti | Gagnant  |

- Autres prix 
  - 2009 : prix Zapping du « meilleur acteur » pour 23-F:El día más difícil del rey.
  - 2009 : prix Caméléon d'Or du Festival de cine y televisión de Islantilla au « Meilleur acteur de télévision » pour 23-F:El día más difícil del rey.
  - 2006 : Premi Nacional de Teatre de la Généralité de Catalogne au « Meilleur acteur théâtral » pour L´Home de Teatre.

### Prix d'honneur
- 2009 : prix Sant Jordi de Cine honorifique.